# Katrine Camilleri
Katrine Camilleri (ur. 24 lutego 1970) – maltańska prawniczka i dyrektorka Jesuit Refugee Service (JRS) na Malcie. Jest znana ze swojej pracy na rzecz uchodźców na łodziach; w 2007 została uhonorowana Nagrodą Nansena.

## Wczesne życie i edukacja
Urodzona w 1970 na Malcie, Katrine Camilleri studiowała prawo i jako studentka podjęła badania nad dostępem do praw i ochroną uchodźców. Po ukończeniu Uniwersytetu Maltańskiego w 1994 rozpoczęła pracę w małej kancelarii prawniczej, gdzie zetknęła się z uchodźcami.

## Praca
W 2002 liczba osób ubiegających się o azyl i migrantów zarobkowych przybywających na Maltę łodziami gwałtownie wzrosła, z podobną sytuacją boryka się kilka krajów europejskich położonych w regionie Morza Śródziemnego. Po pierwszych działaniach mających na celu zapobieżenie deportacji libijskiego azylanta, któremu w przypadku powrotu do domu groziły prześladowania, zainteresowanie Camilleri kwestią ochrony uchodźców wzrosło. W 1996 rozpoczęła pracę w maltańskim biurze Jesuit Refugee Service (JRS), najpierw jako wolontariuszka, następnie na pół etatu i ostatecznie na pełen etat. JRS stała się pierwszą organizacją, która regularnie oferowała profesjonalną obsługę prawną uchodźcom osadzonym na Malcie. Od 1997 Camilleri udzieliła porad prawnych setkom osób przetrzymywanych w ośrodkach administracyjnych na Malcie.
W 2007 otrzymała od UNHCR Nagrodę Nansena w uznaniu jej pracy na rzecz praw osób uciekających na łodziach przez Morze Śródziemne. W kwietniu 2015 została uhonorowana nagrodą Roland Berger Human Dignity Award, zaś w 2020 prowadzona przez nią organizacja JRS otrzymała grant w wysokości 25 000 dolarów od Julia Taft Refugee Fund przy Ambasadzie USA na Malcie.